# Denver City (Texas)
Denver City est une ville située en limite des comtés de Gaines et Yoakum, au Texas, aux États-Unis,.

## Démographie
Lors du recensement de 2010, la ville comptait une population de 4 479 habitants. Elle est estimée, en 2016, à 4 842 habitants.

## Source de la traduction
- (en) Cet article est partiellement ou en totalité issu de l’article de Wikipédia en anglais intitulé « Denver City, Texas » (voir la liste des auteurs).